# Obelisco Salustiano
El obelisco Salustiano u obelisco de la Trinità dei Monti es un obelisco datado de la época romana, transportado desde Egipto  y erigido en la cumbre de la escalinata de la Plaza de España, delante de la iglesia de la Trinità dei Monti, en Roma. Forma parte de los trece Obeliscos de Roma, mide 13,91 metros de alto y su altura total con su base es de 30,45 metros.
Tiene grabada una serie de inscripciones jeroglíficas con los nombres de Seti I y Ramsés II, copiadas de manera bastante desacertada de las del obelisco Flaminio.

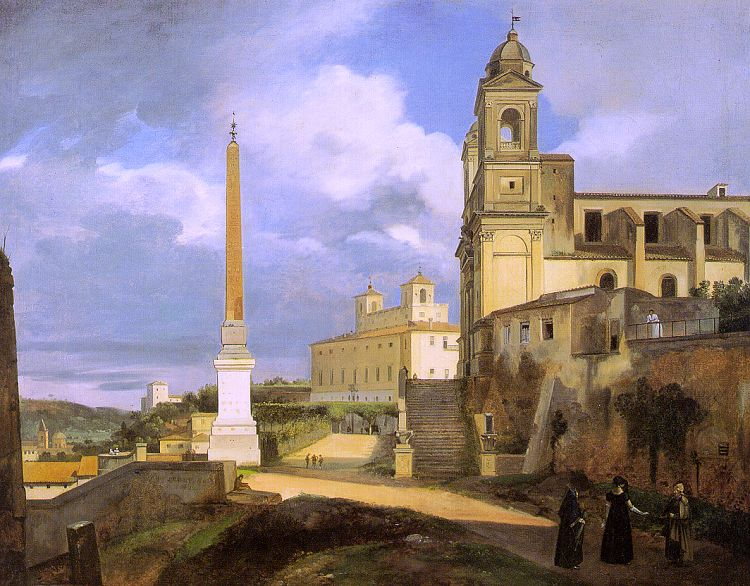
Pintura de François Marius Granet (1808) que muestra el obelisco Salustiano, la Iglesia de la Trinità dei Monti y la Villa Médici.

## Cronología
El obelisco se construyó en la época del Imperio Romano a imitación de los obeliscos egipcios, copiando los jeroglíficos de los faraones Seti I y Ramsés II del obelisco Flaminio. Fue tallado en granito rojo de las canteras de Syene (Asuán). 
Amiano Marcelino apunta que se importó a Roma después del reinado de Augusto, pero sin precisar la época. Algunos autores sugieren la hipótesis de que quizás Aureliano lo hizo tallar en Asuán en el siglo III y, sin estar todavía grabados sus textos, fue trasladado a Roma. Posteriormente fueron tallados sus jeroglíficos a imagen de los del obelisco Flaminio, aunque el cantero romano que lo hizo ignoraba su significado y esculpió algunos del revés.
Se erigió en los Horti Sallustiani, los jardines de Salustio, en el monte Pincio, de ahí el nombre, donde probablemente decoraba la espina del Circus Sallustianus, el circo privado de los jardines imperiales. Tras la Caída del Imperio romano de Occidente el obelisco terminó por derrumbarse. 
En el siglo XVI, el papa Sixto V lo incluyó en su gran plan de urbanización de la ciudad de Roma; sin embargo el proyecto nunca fue llevado a cabo.
Atanasio Kircher, en el siglo XVII, fue el primero en indicar la similitud de su inscripción con la del obelisco Flaminio y sugirió al papa Alejandro VII la idea de volverlo a levantar.
En 1734, la familia Ludovisi lo encontró y lo donó al papa Clemente XII, quien lo hizo depositar en la plaza de la Basílica de san Juan de Letrán pero sin erigirlo. Allí permaneció durante 55 años, período durante el cual tuvieron lugar diversas tentativas de negociación para transportarlo a París y ubicarlo delante de la Catedral de Notre Dame.
Finalmente, en 1789, el papa Pío VI tomó la decisión de instalarlo en un lugar destacado en lo alto de la escalinata de la Plaza de España, frente a la Iglesia de la Trinità dei Monti. Las obras fueron acometidas por el arquitecto Giovanni Antinori. 
Tanto la iglesia como el área donde se edifica fueron financiadas por Francia. Por este motivo, el obelisco se coronó en su parte superior con una flor de lis, símbolo heráldico del rey francés.
La decisión de su traslado fue muy cuestionada en su momento, aunque posteriormente fue aceptada ante la calidad del resultado final.

## Historia del zócalo romano
El zócalo original del obelisco, realizado en granito, se encontró en los jardines de Salustio en 1843 y fue reubicado cerca de la villa Ludovisi, donde permaneció hasta 1926. Ese año Mussolini decidió hacer un monumento en conmemoración de la Marcha sobre Roma de 1922. Así, el zócalo fue restaurado para la ocasión, trasladado a la Colina Capitolina e inaugurado en octubre de 1926. Tras el final de la dictadura fue trasladado a su actual emplazamiento, los jardines del Aracoeli, colocándolo del revés para borrar la memoria de su ubicación anterior.